# Sony Dynamic Digital Sound

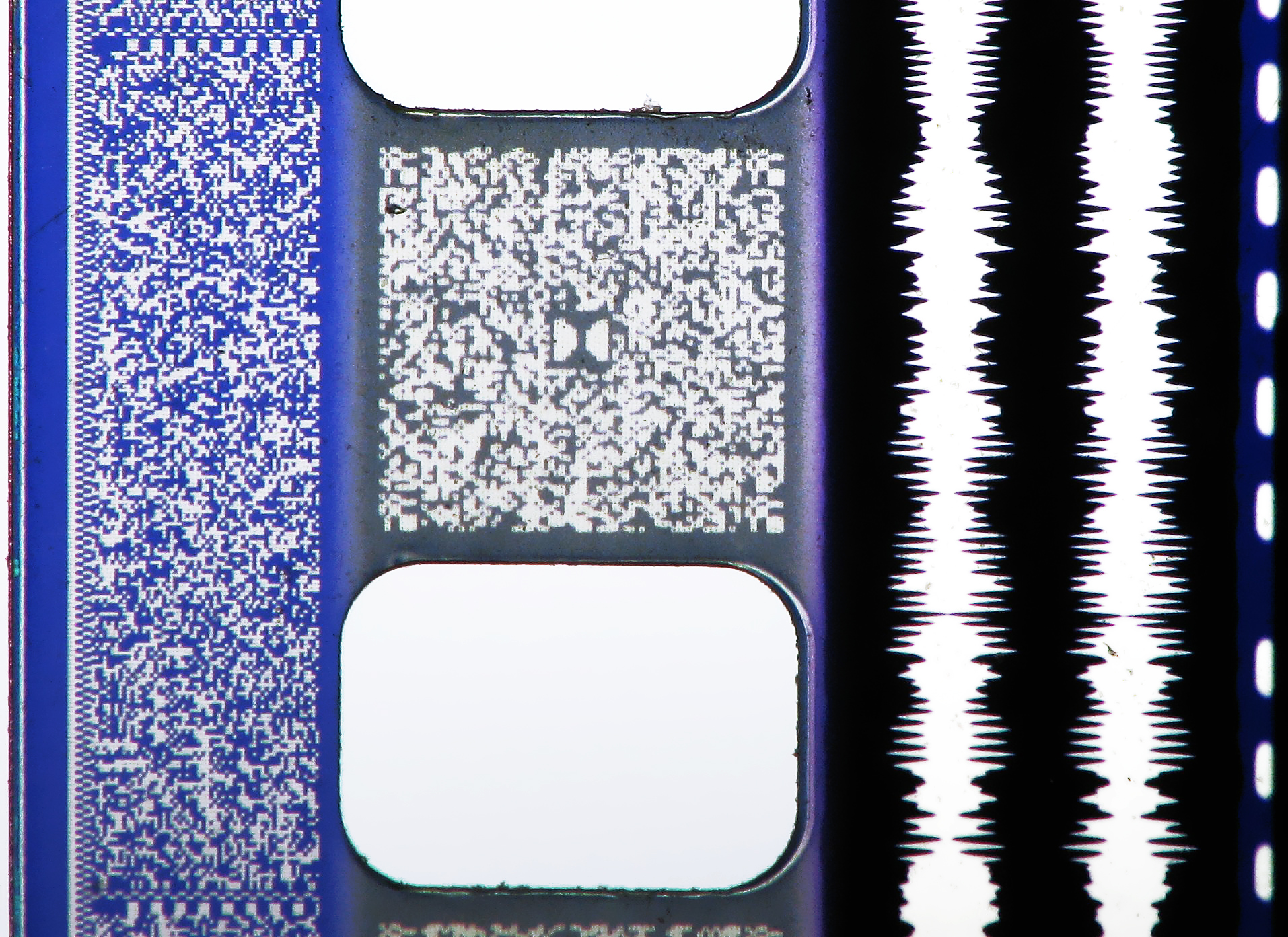

Sony Dynamic Digital Sound (SDDS) är ett digitalt ljudformat, som utvecklades av Sony för att konkurrera med DTS och Dolby SRD, med stöd för åtta kanaler.
SDDS utnyttjade det enda lediga utrymmet på filmremsan, nämligen utanför perforeringen. Trots att det tilldelades det ytmässigt största utrymmet lyckades Sony aldrig få det att fungera som det från början var tänkt. Systemet blev ingen succé och har idag lagts ner.